# Scott D. Sampson
Scott Donald Sampson (nascido em 22 de abril de 1961) é um paleontólogo e comunicador de ciência canadense. Sampson é atualmente o Diretor Executivo da Academia de Ciências da Califórnia em San Francisco, Califórnia. Anteriormente, foi vice-presidente de Pesquisa e Coleções e curador-chefe do Denver Museum of Nature & Science. Sampson é notável por seu trabalho sobre os dinossauros terópodes carnívoros Majungasaurus e Masiakasaurus e sua extensa pesquisa no período Cretáceo Superior, particularmente em Madagascar. Ele também é conhecido como o apresentador do programa Dinosaur Train da PBS Kids.

## Biografia
Nascido em Vancouver, Colômbia Britânica, Sampson estudou para um Ph.D. em Zoologia pela Universidade de Toronto. Para seu doutorado, ele produziu uma tese sobre duas espécies recém-descobertas de ceratopsídeos, datadas do período Cretáceo Superior em Montana e o crescimento e função de chifres e babados de ceratopsídeos. Sampson se formou na Universidade de Toronto em 1993 e trabalhou por um ano no Museu Americano de História Natural em Nova York. Então ele trabalhou por cinco anos como professor assistente de anatomia no New York College of Osteopathic Medicine em Long Island. Em 1999, ele aceitou cargos como professor assistente no Departamento de Geologia e Geofísica e curador de paleontologia de vertebrados no Museu de História Natural de Utah (hoje chamado Museu de História Natural de Utah e transferido para o novo Centro Rio Tinto a partir de 2011). Sampson residia na Califórnia nessa época, mas continuou sua pesquisa com o museu de Utah como curador de pesquisa. Em fevereiro de 2013, Sampson assumiu o cargo de vice-presidente de Pesquisa e Coleções do Denver Museum of Nature and Science.
Sampson é apresentado como "Dr. Scott, o paleontólogo" na série de televisão da PBS, Dinosaur Train. Nesta série de televisão, ele menciona que deu ao Masiakasaurus seu nome e também menciona em um episódio separado de The Dinosaur Train que ele participou nomeando Kosmoceratops. Em 2003 ele apresentou Dinosaur Planet, uma série de quatro documentários animados sobre a natureza que foram ao ar no Discovery Channel. A série foi narrada por Christian Slater. Seu último livro, Dinosaur Odyssey: Fossil Threads in the Web of Life foi publicado pela University of California Press em 2009. O livro, destinado ao público em geral, reconstrói a odisséia dos dinossauros desde suas origens no supercontinente da Pangeia, e explora a maneira pela qual os dinossauros interagiram ecologicamente em uma extensa teia de relações com outros organismos e seu ambiente natural, ressaltando "mudanças de paradigma ", que conceituam a natureza do mundo dos dinossauros.

### Pesquisa
Além de sua pesquisa realizada em museus, Sampson realizou trabalho de campo paleontológico em países como Zimbábue, África do Sul e Madagascar, bem como Estados Unidos e Canadá. Seus campos de pesquisa especializados incluem filogenética, morfologia funcional e evolução de dinossauros do Cretáceo Superior. Sampson é particularmente notável por seu trabalho sobre o dinossauro terópode carnívoro Majungasaurus e seus estudos sobre a paleobiogeografia de Gondwana. Em 1995 ele fez uma análise filogenética dos Centrosaurinae e Ceratopsidae no estado de Montana e produziu dois artigos sobre esses dinossauros com chifres do Cretáceo Superior. Sampson também publicou um artigo documentando a descoberta do primeiro espécime de tiranossauro encontrado em Utah, bem como a primeira evidência de coexistência entre Tyrannosaurus e saurópodes.